# Remigia persinuosa
Remigia persinuosa là một loài bướm đêm trong họ Erebidae.